# Midotiopsis
Midotiopsis is een geslacht van schimmels behorend tot de familie Cordieritidaceae. De typesoort is Midotiopsis bambusicola.

## Soorten
Volgens Index Fungorum telt dit geslacht twee soorten (peildatum februari 2022):
| Soortnaam               | Auteur(s) | Publicatiejaar |
| ----------------------- | --------- | -------------- |
| Midotiopsis bambusicola | Henn.     | 1902           |
| Midotiopsis jamaicensis | Dennis    | 1954           |